# آیساک بابادی
آیساک بابادی (انگلیسی: Isaac Babadi؛ زادهٔ ۶ آوریل ۲۰۰۵) بازیکن فوتبال اهل پادشاهی هلند است که در حال حاضر برای باشگاه ورزشی پی‌اس‌وی آیندهوون بازی می‌کند. 
وی همچنین در تیم‌های ملی فوتبال زیر ۱۷ سال هلند و زیر ۱۹ سال هلند بازی کرده است.